# Dysstroma intermedia
Dysstroma intermedia är en fjärilsart som beskrevs av Müller 1931. Dysstroma intermedia ingår i släktet Dysstroma och familjen mätare. Inga underarter finns listade i Catalogue of Life.